# Michaela Mervartová
Michaela Mervartová (* 16. května 2003 Liberec) je česká zpěvačka.

## Životopis
V dětství navštěvovala kroužek výuky zpěvu, poté absolvovala nauky dramatické výchovy. V deseti letech se u ní projevil pěvecký talent, který uplatnila roku 2013 na soutěži Little Star, kde zvítězila. Také se zúčastnila pěveckých soutěží Hvězdy nad Ještědem (2017), Česko zpívá (2018), International young talent festival (2018), Talent La Sophia (2018). V těchto soutěžích se také umístila na 1. místě. Roku 2018 byla přijata na Pražskou státní konzervatoř se zaměřením hudebně dramatickém.
Ve 13 letech jí byl diagnostikován diabetes. Ve svém volném čase zpívá ve skupinách Lucky Band a Big Band Felixe Slováčka.